# Гельська атлетична асоціація
Гельска атлетична асоціація (GAA) (ірл. Cumann Lúthchleas Gael,  ˈkʊmˠən̪ˠ ˈl̪ˠuh.xlʲæsˠ ɡeːl̪ˠ) - це аматорська організація ірландської культури та спорту, основною метою якої є популяризація Гельські ігри, до яких відносять херлінг, камогі, гельський футбол, гельський гандбол та раундерз.
ГАА також підтримує ірландську музику, ірландський танок та ірландську мову.
Кількість членів федерації перевищує 1 мільйон членів.

## Зовнішні посилання
- GAA official website [Архівовано 22 лютого 2011 у Wayback Machine.]
- An Fear Rua: The GAA Unplugged! [Архівовано 28 травня 2010 у Wayback Machine.]
- Hogan Stand [Архівовано 15 квітня 2010 у Wayback Machine.]
- GAAinfo -
- Radio Beo

## Інші посилання
- [Архівовано 29 березня 2010 у Wayback Machine.]
- Світ ГАА
- Індекс сайтів ГАА
- Центр відвідувачві Майкла Кусака [Архівовано 29 березня 2010 у Wayback Machine.]